# Lautereria unocahua
Lautereria unocahua är en insektsart som beskrevs av Young 1977. Lautereria unocahua ingår i släktet Lautereria och familjen dvärgstritar. Inga underarter finns listade i Catalogue of Life.